# Defraggler
O Defraggler é um software freeware desenvolvido pela Piriform para Windows que permite desfragmentar o disco rígido do computador. O Defraggler roda no Microsoft Windows, tem suporte para todas as versões desde o Windows XP até Windows 11.
Ele inclui suporte para ambas versões x32 e x64 destes sistemas operacionais.

## Principais recursos
- Capacidade portátil (o Defraggler é composto de um arquivo .EXE)
- Possibilidade de desfragmentar pastas e arquivos específicos
- Representação gráfica do espaço do HD

## Melhorias do Defraggler
- 2.21.993
  - Análise melhorada e desempenho de desfragmentação
  - Arquitetura aprimorada de uso e gerenciamento de memória - Construções otimizadas de 64 bits no Windows 8 e 10
  - Processo de verificação de atualização aprimorada
  - Gerenciamento e relatórios de exceções atualizados - Melhoria de localização e suporte de idiomas 
  - Melhorias de Interface gráfica do usuário
  - Pequenas correções de bugs e melhorias.

## Ligações Externas
- Site do programa
- Desfragmentadores confiáveis